# Cupaniopsis guillauminii
Cupaniopsis guillauminii är en kinesträdsväxtart som först beskrevs av Kanehira, och fick sitt nu gällande namn av F. Adema. Cupaniopsis guillauminii ingår i släktet Cupaniopsis och familjen kinesträdsväxter. Inga underarter finns listade i Catalogue of Life.